# Diego José Benavente y García de Bustamante

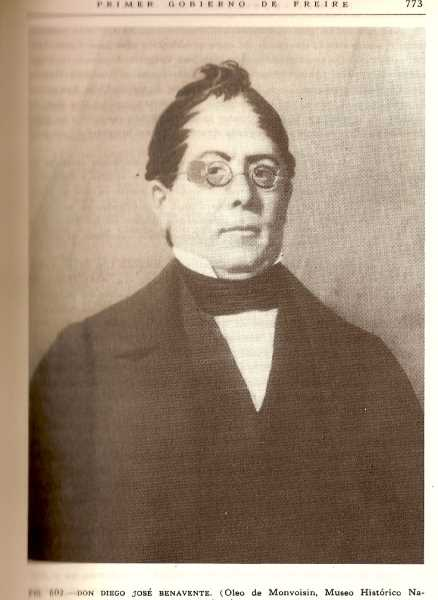
Diego José Benavente y García de Bustamante

Diego José Benavente y García de Bustamante (* 1790 in Concepción; † Juni 1867 in Santiago de Chile) war ein chilenischer Politiker. 1823, nach dem Sturz von Bernardo O’Higgins, war er für drei Wochen als Mitglied der Regierungsjunta (Junta de Diputados) eines der Staatsoberhäupter seines Landes.
Benavente schloss sich im Jahre 1810 der chilenischen Unabhängigkeitsarmee von José Miguel Carrera an, dessen enger Vertrauter er wurde, und floh nach der Niederlage von Rancagua nach Argentinien. Erst 1824 kehrte er nach Chile zurück.
Der Director Supremo Ramón Freire y Serrano ernannte ihn zum Finanzminister, zudem war er im Abgeordnetenhaus vertreten. Benavente war ein dezidierter Föderalist; als Mitglied der Junta de Diputados amtierte er vom 13. August bis zum 5. September 1823 als Staatsoberhaupt Chiles. Die Junta wurde von Ramón Freire eingesetzt und abberufen.
Benaventes politisches Denken entsprach nicht dem Parteiensystem seiner Zeit: So unterstützte er zwar Freires politische Linie in Hinblick auf dessen föderalistische und dezentrale Ideen, nicht jedoch seine liberalen Ansichten. Später wandte er sich der konservativen Partei zu, ohne deren unbedingten Zentralismus zu teilen. Diego José Benavente wurde während der Präsidentschaft von José Joaquín Prieto Vial 1834 erstmals zum Senator gewählt und behielt dieses Mandat bis 1864.
1847 arbeitete er außerdem als bevollmächtigter Minister für die Regierung von Peru und vertrat Chile im Congreso Americano in Lima, wo Vertreter aus Chile, Peru, Bolivien, Kolumbien und Ecuador zusammentrafen, um Fragen der Zusammenarbeit in Handel, Verkehr, Post, konsularischen Angelegenheiten zu regeln. In einer weiteren diplomatischen Mission verhandelte Benavente im Jahre 1855 den Friedens- und Freundschaftsvertrag mit Argentinien.
Siehe auch: Geschichte Chiles
| Personendaten    | Personendaten                                |
| ---------------- | -------------------------------------------- |
| NAME             | Benavente y García de Bustamante, Diego José |
| ALTERNATIVNAMEN  | Benavente, Diego José                        |
| KURZBESCHREIBUNG | chilenischer Politiker                       |
| GEBURTSDATUM     | 1790                                         |
| GEBURTSORT       | Concepción                                   |
| STERBEDATUM      | Juni 1867                                    |
| STERBEORT        | Santiago de Chile                            |